# José Pozo
José Ángel Pozo (ur. 15 marca 1996 w Fuengiroli) – hiszpański piłkarz występujący na pozycji pomocnika w Pogoni Szczecin.